# Мухаммед Шенгезер
Мухаммед Шенгезер (тур. Muhammed Şengezer, нар. 1 січня 1997, Османгазі, Туреччина) — турецький футболіст, воротар клубу «Істанбул Башакшехір».

## Ігрова кар'єра

### Клубна
Мухаммед Шенгезер є вихованцем футбольної школи клубу «Бурсаспор». 2015 року воротаря було внесено в заявку першої команди. Але одразу для набору ігрової практики він був відправлений в оренду у клуб Третього дивізіону. Після повернення з оренди свою першу гру на професійному рівні Шенгезер провів у листопаді 2017 року.
У 2019 році Шенгезер перейшов до клубу Суперліги «Істанбул Башакшехір», з яким підписав контракт на п'ять років. Двічі воротаря віддавали в оренду до клубу Першої ліги «Адана Демірспор».

### Збірна
Мухаммед Шенгезер виступав за юнацькі та молодіжну збірні Туреччини.